# ملعب جورج الخامس
ملعب جورج الخامس هو ملعب متعدد الاستخدام يقع في مدينة كوريبيبي موريشيوسية . يسع الملعب لجلوس 6,200 متفرج . يعتبر الملعب الرسمي الذي يخوض فيه منتخب موريشيوس مبارياته الدولية .